# Sparapet (Militär)
Sparapet (armenisch սպարապետ, westarmenisch Sbarabed) war ein erblicher Titel des Ober-Kommandanten der Armee im alten und mittelalterlichen Armenien. Er stammt aus dem 2. Jahrhundert v. C., als König Artaxias I. den Titel erstmals vergab, und welcher auch in Großarmenien und im Königreich Kleinarmenien Verwendung fand (in Kilikien wurde der Träger des Titels als Gundstabl գունդստաբլ, nach dem byzantinischen und westeuropäischen Titel des Constable angesprochen). Sparapet war das Äquivalent zum parthischen „Spahbod“, von welchem es abgeleitet wurde (cf. georgisch spaspet = „hoher constable, Oberbefehlshaber“).
Der Titel Sparapet wurde traditionell den Mitgliedern der Familie Mamikonjan verliehen, die ihn seit Anfang der Herrschaft der Arsakiden in Armenien trugen. Später in der Geschichte wurde der Titel Mitgliedern der Bagratiden und Arzruni verliehen, etwa auch Smbat Sparapet.

## Gebrauch in der Moderne
Der Kommandant Mchitar Sparapet aus dem  18. Jahrhundert führte die Armenier in ihren Kämpfen um die Unabhängigkeit in der Region Sjunik (Sangesur).
Der Titel „Sparapet von Sjunik“ (Սյունյաց սպարապետ) wurde Garegin Nschdeh verliehen, der als Oberkommandant der Republik Bergarmenien (Լեռնահայաստանի Հանրապետութիւն Leřnahayastani Hanrapetutyun) 1920 bis 1921 fungierte.
Der Titel wird auch für den Grand Commander of the Knights of Vartan, eine armenisch-amerikanische Bruderschaft verwendet. Alex Manoogian verwendete ihn im Lauf seines Vorsitzes.
Wasken Sarkissjan, der armenische Verteidigungsminister 1991–92 und 1995–99, wird oft informell als Sparapet bezeichnet in Anerkennung seiner Führungsqualitäten während des Bergkarabachkonflikts.